# Plimska sila
Plimska sila je drugi od efekata gravitacione sile koja postoji između Sunce i Meseca. To je sila koja preko privlačenja vodenih masa periodično prouzrokuje pojavu plime na stajaćim vodama. Najjače izraženi efekti plimske sile su poludnevnog i dnevnog karaktera.
Kako se sila gravitacije izražava u obliku:
{\displaystyle F=-GMm/r^{2}\,,}
plimska sila se u matematičko obliku u odnosu na daljinu dr izražava:
{\displaystyle dF=(dF/dr)dr=2GMmdr/r^{3}.\ }

## Efekti plimske sile
- Plimske sile utiču na okeanske struje preko kojih se kontroliše globalna temperatura na našoj planeti, pošto se okeanskim strujama toplota provodi ka zemaljskim polovima.
- Plimsko zagrevanje uzrok je burnim i intenzivnim vulkanskim efektima na Jupiterovom mesecu Ija. Efekti plimskih sila mogu da dovedu i do pravilnih mesečnih efekata zemljotresa na Mesecu.
- Pretpostavlja se da plimske sile mogu da utiču na klimatske promene.
- Plimski efekti imaju uticaj na mala tela visokih masa, kao što su neutronske zvezde i crne rupe.[3]

## Način delovanja
Efekti plimske sile na beskonačnu malu sferu deluju tako što menjaju njen oblik bez promene zapremine. Pri delovanju plimske sile sferni oblik tela se modifikuje i sfera postaje elipsoid. Veći objekti pod uticajem plimske sile postaju jajoliki i neznatno su kompresovani. Efekat blage kopresije se uočava nad okeanima na Zemlji pod uticajem privlačne sile Meseca. Kako Zemlja i Mesec rotiraju oko zajedničkog centra mase i njihovo gravitaciono privlačenje dovodi do pojave centripetalne sile. Gravitacionoj sili Meseca podležu svi delovi Zemlje, a efekti se vide na preraspodeli vode na većim površinama, tako da se respektivno stvaraju ispupčenja i udubljenja na stranama koje su bliže i dalje od Meseca.
Kada rotirajuće telo dođe pod uticaj plimskih sila, unutrašnje trenje dovodi do postepenog prelaza rotacione kinetičke energije u toplotu. Ako su tela dovoljno blizu, kao što je slučaj sa Zemljinim mesecom, jedna od posledica koja može nastati je rotacija. Rotacija će biti plimski vezana za orbitalno kretanje.